# Суков, Игнат Михайлович
Суков Игнат Михайлович (род. 1928) — бригадир монтажников-строителей в городе Северодонецк.

## Биография
Родился 19 ноября 1928 года в хуторе Ново-Марьевка Нижне-Дуванского района (теперь в составе Сватовского района Луганской) области.
В начале 1930-х годов семью репрессировали. Из дома выгнали, всё забрали, и блуждала семья по округе по частным квартирам: то у одних жили, то у других. А тут и голодомор подобрался. Ели все, что попадалось под руку, и всё равно выжили.
В 1938 году его семью оправдали, приняли в колхоз и дали им дом. И только тогда Игнат Михайлович пошел в школу в возрасте 10 лет. Только закончил три класса и началась война. Отца забрали на фронт, а Игнат оставил школу, подростком начал работать в колхозе.
В 1947 году в марте месяце через военкомат его забрали в училище города Рубежное Ворошиловградской (Луганской) области. После шести месяцев учёбы на каменщика, был направлен на стройку в поселок городского типа Лисхимстрой (с 1950-х годов город Северодонецк). В то время надо было после учёбы отработать четыре года.
В 1951 году в апреле месяце был призван в ряды Советской Армии. Служил в Забайкалье в танковых войсках командиром танка.
В 1954 году был уволен в запас, вернулся на стройку в город Северодонецк. В скором времени Игната Михайловича назначили бригадиром каменщиков-строителей, затем монтажников-строителей, и проработал бригадиром 30 лет. Бригада работала в три смены, состояла из рабочих разных специальностей. Он же следил за работой днем и ночью, зачастую без выходных. Норму выполняли на 200—250 %. Дома строили скоростные, показные, юбилейные доверяли только его бригаде. За что его награждали орденами, медалями, грамотами. Такие как: Орден Ленина, Орден Трудового Красного Знамени, Заслуженный строитель Украины и многие другие. По шести позициям имеет право на льготы за особые заслуги.
Из воспоминаний:

«Однажды надо было срочно смонтировать дом в Переездной (район РТИ город Лисичанск), а свободной бригады не было, и руководство решило создать сборную бригаду: выдернув из каждой бригады по несколько человек, а люди не хотят, и бригадиром никто не хочет быть. Тогда начальство предложило мне возглавить такую бригаду. Хотя я тоже не хотел начинать все с нуля с новой сборной бригадой, но пришлось согласиться. Сказали: „Ты пойди организуй, дом смонтируй, а потом вернешься в свою бригаду“. Дом был смонтирован быстро, хорошо. Начальник вызвал и предложил вернутся назад в старую бригаду. Я отказался, я людей дурить не буду, я остался тут. Начальник ответил, что другого и не ожидал. И начала эта бригада греметь, а старая постепенно развалилась. И многие поняли, что успех во многом зависит от командира. Я всегда там, где сложно, где надо быстро, где надо качественно, где надо находчивость и опыт. Кто приходил на стройку после окончания института, техникума все они проходили через мои руки. Как только приходит новый специалист на стройку, так начальник управления забирает от меня, поработавшего со мной, а ко мне направляет новичка. Мне это не нравилось. Но начальник говорил: „Я знаю, если он с тобой поработает, с него будет инженер“. Поэтому все руководство в городе перешли через мои руки. Поэтому меня и ценили.»

Кроме Северодонецка по поручению Северодонецкого Домостроительного комбината ему пришлось поработать не только в близ лежащих городах Рубежном и Лисичанске, но в Луганске, Днепропетровске, Артемовске (Донецкая область), Кировограде, Армянск (А Р Крым).
В 1984 году пошел на пенсию, персональный пенсионер республиканского значения.

## Награды и благодарности
- 04.11.1960 — награждён почетной Грамотой за достойную встречу 43 годовщины Великого Октября и выполнение взятых на себя социалистических обязательств.
- 13.08.1963 — награждён Бронзовой медалью ВДНХ СССР за успехи в Народном хозяйстве СССР.
- 05.08.1965 — за высокие производственные показатели достигнутые в социалистическом соревновании в честь дня Строителя награждён почетной грамотой.
- 24.07.1969 — за высокие производственные показатели в труде, достигнутые в социалистическом соревновании в честь дня Строителя награждён почетной грамотой Министерства строительства предприятий индустрии СССР.
- 15.08.1969 — указом Президиума Верховного Совета Украинской ССР за заслуги в развитии строительства и изготовление строительных конструкций присвоено Почетное Звание Заслуженный строитель УССР.
- 01.04.1970 — награждён медалью За доблестный труд. В ознаменования 100-летия со дня рождения В. И. Ленина.
- 29.03.1971 — за достигнутые высокие показатели в пред съездовском соревновании награждён Почетной Грамотой.
- 05.04.1971 — награждён орденом Трудового Красного Знамени.
- 01.11.1973 — награждён Знаком Победитель социалистического соревнования 1973 года.
- 04.08.1974 — присвоено почетное звание «Заслуженный ветеран труда».
- 05.08.1974 — награждён знаком Ударник 9-й Пятилетки.
- 08.08.1975 — в честь Дня Строителя за высокие производственные показатели награждён Почетной Грамотой.
- 27.04.1976 — награждён орденом Ленина.
- 14.12.1977 — награждён Знаком «Победитель социалистического соревнования 1977 года».
- 09.08.1978 — за активное участие в Республиканском конкурсе на лучшие жилищные сооружения построенные в Украинской ССР в 1977 году награждён Грамотой Госкомитета Совета Министров УССР по делам строительства и Украинским республиканским комитетом профсоюза рабочих строительства и промстройматериалов.
- 22.06.1978 — награждён знаком «Наставник Молодёжи» ВУ СПС и ЦК ВЛКСМ.
- 24.07.1980 — награждён значком «Отличник социалистического соревнования Минтяжстроя СССР».
- 29.03.1982 — присвоено звание «Отличник охраны труда Минтяжстроя СССР».